# Nili Natho
Nili Natho (in ebraico נילי נאתכו‎?; Kfar Kama, 18 febbraio 1982 – 5 novembre 2004) è stata una cestista israeliana.

## Biografia
Con Israele ha disputato i Campionati europei del 2003. Di famiglia circassa musulmana, morì nel 2004 a causa di un incidente stradale.